# Andranambolava
Andranambolava est une commune rurale malgache située dans la région de Vatovavy.